# Maesa kivuensis
Maesa kivuensis är en viveväxtart som beskrevs av A. Taton. Maesa kivuensis ingår i släktet Maesa och familjen viveväxter. Inga underarter finns listade i Catalogue of Life.